# Фазлуллин, Мухаметхан Ашрафзянович

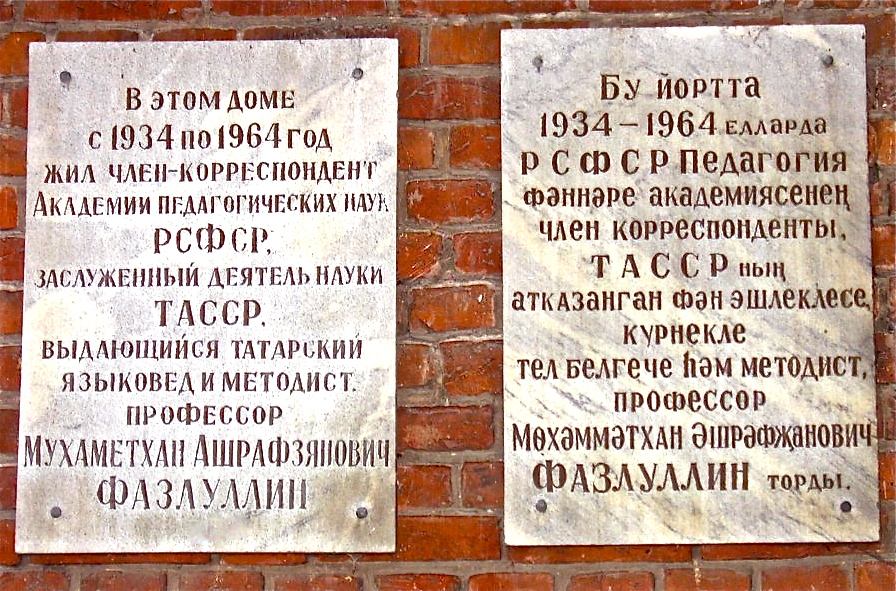
Мемориальная доска профессору Фазлуллину

Мухаметхан Ашрафзянович Фазлуллин (тат. Мөхәммәтхан Әшрәфҗан улы Фазлуллин, 2 декабря [14 декабря] 1883 год, дер. Тугаево Свияжского уезда, Казанская губерния, Российская Империя (ныне — Зеленодольский район Республики Татарстан) — 16 февраля 1964 года, Казань, РСФСР, СССР) — учёный-тюрколог, педагог, доктор филологических наук, профессор (1930), заслуженный деятель науки РСФСР и Татарской АССР, член-корреспондент Академии педагогических наук РСФСР (1950).

## Краткая биография
С 1908 года был учителем в русско-татарском училище в городе Мамадыше, с 1918 года — в учебных заведениях Казани.
В 1929—1964 годах преподавал в Казанском государственном педагогическом институте. Являлся учеником и последователем профессора В. А. Богородицкого. Сделал первые переводы научных трудов В. А. Богородицкого на татарский язык. С 1930 по 1949 годы был заведующим кафедрой татарского языка Казанского государственного педагогического института.
Исторически профессор М. А. Фазлуллин — основатель и первый заведующий кафедрой татарского языка в вузах страны.
Участник реформ татарской письменности, автор первого букваря на основе латинского алфавита (1929).
М. А. Фазлуллин внёс большой вклад в становление и развитие казанского журнала «Магариф» («Просвещение»). Это был первый советский педагогический журнал на татарском языке, систематически освещавший проблемы в области народного образования.
Умер в Казани в 1964 году.

## Научное и педагогическое наследие
Труды по татарской филологии, истории татарской письменности, методике преподавания татарского языка в татарской школе.

### Основные труды
- Иҗтимагый тәрбияне ничек гамәлгә куярга // Мәгариф. — 1921. — № 3-4.
- Дидактика кагыйдәләре. — Казан: ТСС җөмһүриятенең дәүләт нәшрияты, 1920.
- Баланың теле ничек ачыла (балалар психологиясеннән). — Казан, 1922.
- Татар теле белегенә мәдхәл // Мәгърифәт.— 1923. — № 7-10.
- Икенче баскыч мәктәпләрдә һәм педагогия техникумнарында ана теленең күләме, аны алып бару юллары. — Казан, 1927.
- Яңалиф турында карашлар // Яңалиф. — 1927. — № 2.
- Эсперанто яңалыклары // Яңалиф. — 1928. — № 1.
- Хәзерге көндә мәктәпләрдә имла сүзлеге ни дәрәҗәдә һәм аны ничек исәпкә алырга // Мәгариф. — 1930. — № 4.
- Орфография нигезләре. — Казан: Татгосиздат, 1930.
- Урта мәктәп өчен татар теле программасы: шәһәр һәм авыл мәктәпләре өчен. — Казан: Татгосиздат, 1934.
- Орфография укытуны яхшырту мәсьәләләре // Совет мәктәбе. — 1952. — № 2.
- Тел буенча терминнар һәм әйтелмәләр сүзлеге / соавт.: М.Ә.Фазлуллин, Рамазанов Ш. А., Җәләй Л.Җ., Шакирова Р. Ф. — Казан: Татгосиздат, 1953.
- Татар теле методикасы. — Казан: Таткнигоиздат, 1954[3].